# Héctor Castillo Figueroa
Héctor Castillo fue alcalde por UCD de Isla Cristina, en la provincia de Huelva. Fue el primer alcalde democrático del consistorio y el primer alcalde afroamericano de España, elegido en las votaciones del 3 de abril de 1979. Tomó posesión de su cargo el 19 de abril del mismo año, terminando su mandato al expirar su legislatura en 1983. Su reelección se vio truncada por el varapalo sufrido por su partido tras los altibajos sufridos por el gobierno de Adolfo Suárez.

## Biografía
D. Héctor, cuyo nombre completo es Héctor Julio Castillo Figueroa, llegó a Isla Cristina para realizar su labor de médico en el centro de salud de la localidad, sin embargo, debido a la popularidad que ofrece el cargo y el gran contacto con la ciudadanía que le brindó ese puesto, gracias a las simpatías que se granjeó, decidió presentarse a un cargo político en el municipio, encabezando las listas por UCD.
Durante su mandato realizó varias obras de importancia como poner los pilares para la redacción de un nuevo PGOU que se aprobaría en 1987.
Tras su salida de la alcaldía, siguió ejerciendo como médico en el consultorio, así como médico privado en su consulta particular de la calle del Carmen, calle donde era común ver despachos o residencias de médicos.
Actualmente sigue residiendo en la localidad costera de Isla Cristina.